# Ulica Zamkowa w Katowicach
Ulica Zamkowa w Katowicach – ulica w katowickiej dzielnicy Janów-Nikiszowiec. Łączy zabytkowe osiedle robotnicze Nikiszowiec z Janowem. Jest przedłużeniem ul. Teofila Ociepki. Rozpoczyna swój bieg przy zakręcie ul. T. Ociepki, biegnie obok drogi prowadzącej do centralnej części Nikiszowca, następnie pod wiaduktem kolejowym, po czym krzyżuje się z ulicą Grodową.

## Opis

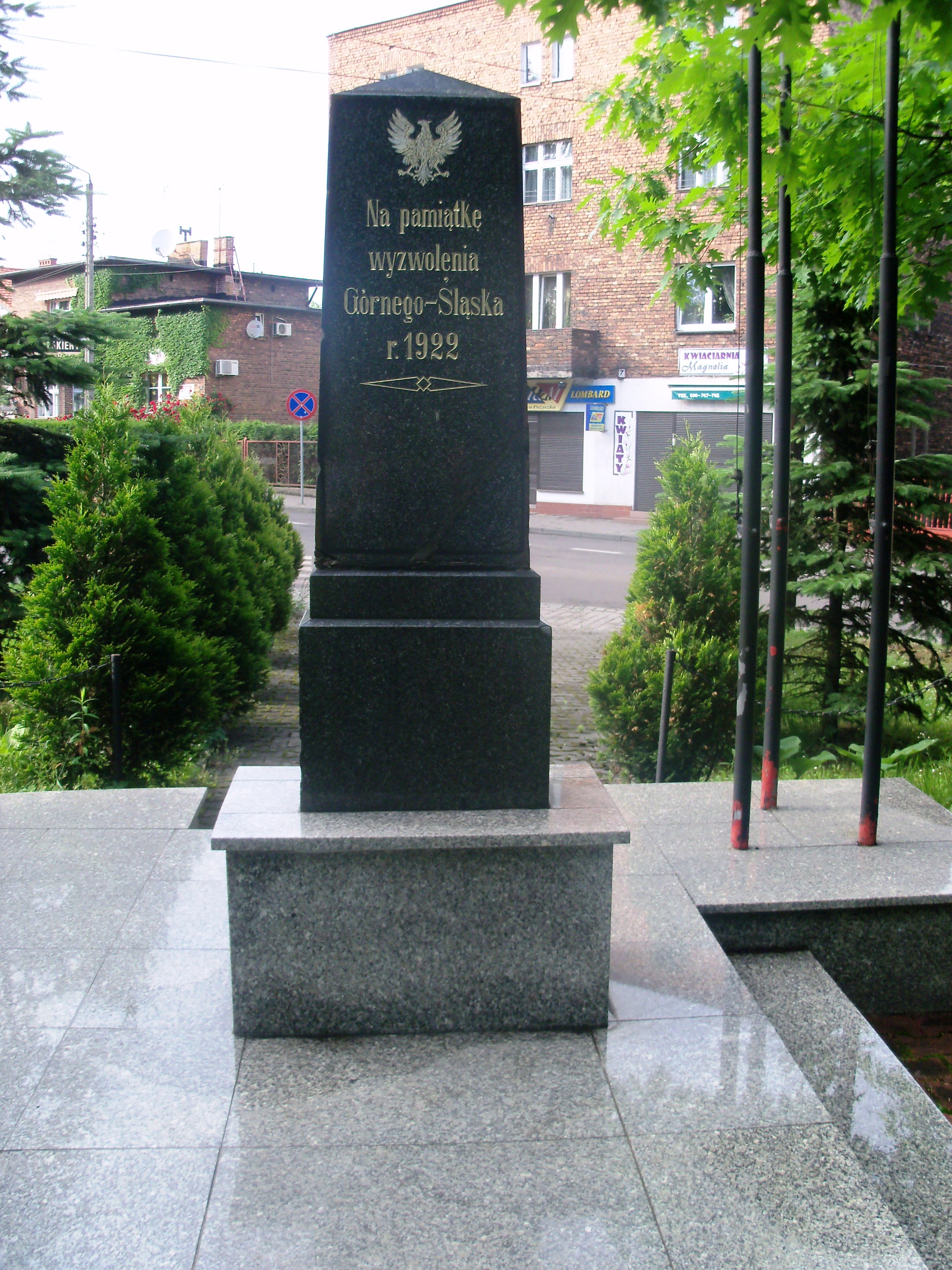
Pomnik ku czci bohaterów Powstań Śląskich przy ul. Zamkowej

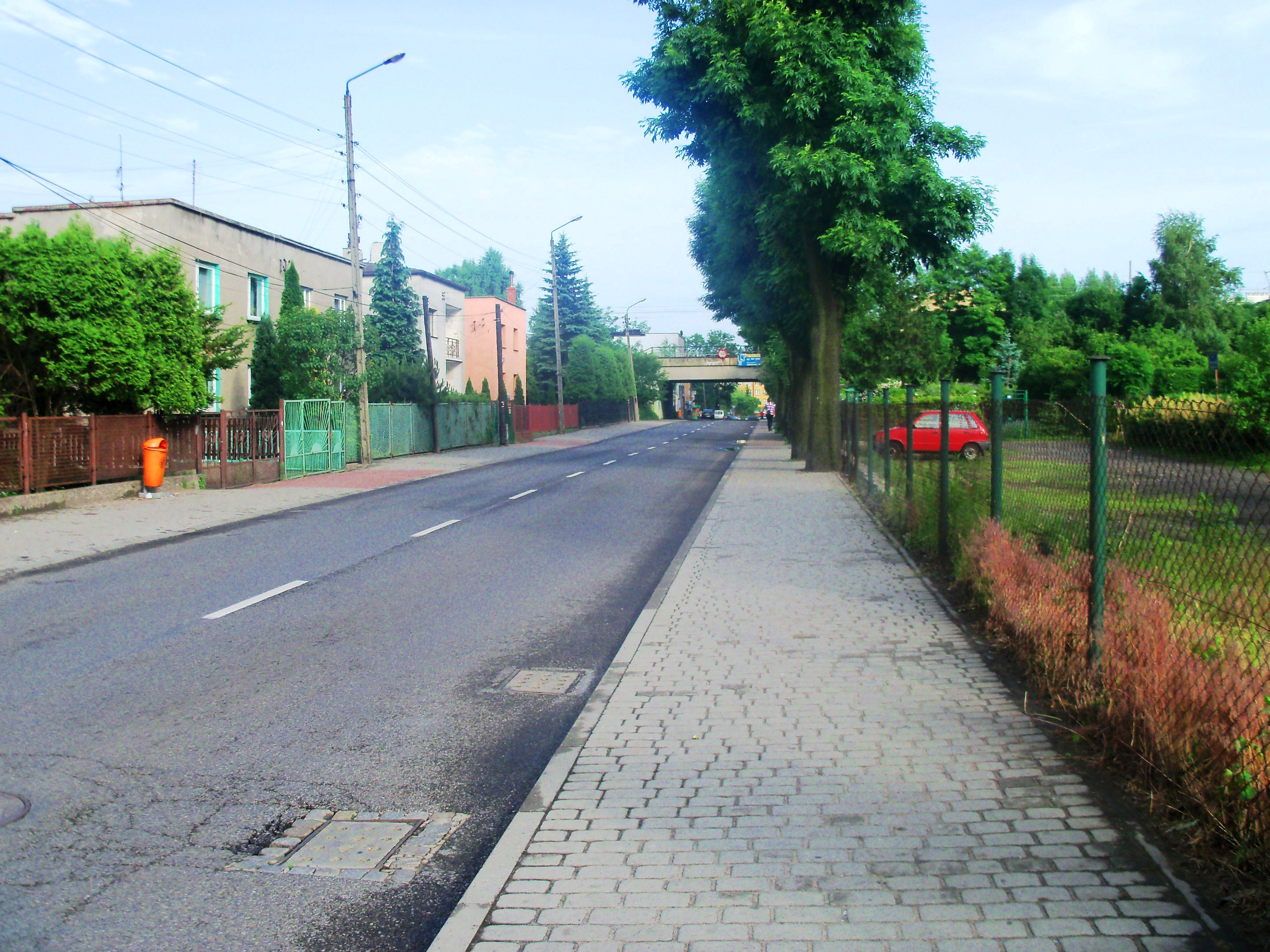
Widok ulicy Zamkowej w kierunku południowo-wschodnim

Droga, biegnąca śladem dzisiejszej ulicy Zamkowej, istniała już w XIX wieku. Jest zaznaczona na mapie z 1904 roku.
Około 1912 roku w Nikiszowcu, przy dzisiejszej ul. Zamkowej, powstał barak dla zakaźnie chorych. Posiadał mieszkanie dla dozorcy i pomieszczenia gospodarcze. Był popularnie nazywany szpitalem. Obecnie mieści się tu Zespół Szkół Specjalnych nr 7.
W 1918 roku spółka Georg von Giesche's Erben przekazała siostrom jadwiżankom w bezpłatne użytkowanie budynek z ogrodem przy dzisiejszej ul. Zamkowej 10, na potrzeby prowadzonej przez nie ochronki dla dzieci i tzw. kuchni mlecznej. Obecnie w obiekcie mieści się przedszkole. W dwudziestoleciu międzywojennym ochronka jadwiżanek została przekształcona w dwa polskie publiczne przedszkola. W przedszkolu nr 1 wychowawczynią była s. Ignacja Amalia Skupin, a w przedszkolu nr 2 − s. Irena Niesporek. W 1940 roku jadwiżanki zostały zmuszone do opuszczenia budynku, przejętego przez członkinie NSV (Nationalsozialistische Volkswohlfahrt). Siostry przeniosły się do mieszkania przy ul. Mikołowskiej (obecnie ul. Leśnego Potoku). Po II wojnie światowej siostrom prowadzenie przedszkoli zostało odebrane. Władze utworzyły trzyoddziałowe Przedszkole Miejskie nr 63 (od 1953 roku jako przedszkole zakładowe KWK „Wieczorek”). W 1974 roku obiekt przedszkola przebudowano, a od 1983 roku instytucję przejął Wydział Oświaty i Wychowania w Katowicach.
W 1962 roku do budynku przy ul. Zamkowej przeniesiono świetlicę zakładową, prowadzącą działalność kulturalno-oświatową. Obiekt służył wcześniej jako izolatka (barak dla zakaźnie chorych) i ośrodek zdrowia. Świetlica zmieniła nazwę na Klub Górniczy Związku Zawodowego Górników. W czasach PRL-u ulica nosiła nazwę ul. Iwana Miczurina.
Na skwerze obok ul. Zamkowej istnieje pomnik ku czci bohaterów Powstań Śląskich. Pomnik stoi w innym miejscu niż przedwojenny, który zbudowano w 1922 roku naprzeciwko urzędu gminy (obecnie szpital przy ul. Szopienickiej); został zburzony przez hitlerowców we wrześniu 1939 roku. W 2012 plac, na którym stoi pomnik, nazwano skwerem Artystów Grupy Janowskiej.
Przy drodze zachował się historyczny obiekt z 1936 roku – budynek dawnego kina „Słońce”. Obecnie mieści się w nim sklep.
Przy ul. Zamkowej i ul. Grodowej znajduje się osiedle zabudowy wielorodzinnej z lat pięćdziesiątych XX wieku. Zlokalizowane jest przy niej także wielofunkcyjne boisko sportowe o nawierzchni asfaltowej. Ulicą na całej swojej długości kursują autobusy na zlecenie Zarządu Transportu Metropolitalnego (ZTM). Swoją siedzibę przy ul. Zamkowej mają: pracownia konserwacji zabytków, firmy handlowo-usługowe, Administracja Osiedla Janów Katowickiej Spółdzielni Mieszkaniowej, Klub Młody Gwarek kopalni „Wieczorek”, Miejska Biblioteka Publiczna w Katowicach – Filia nr 21, Miejskie Przedszkole nr 63 im. Pluszowego Misia oraz Szkoła Podstawowa Nr 6 Specjalna.